# عاصفة من الدموع (فلم)
عاصفة من الدموع هو فيلم مصري عرض عام 1979، بطولة فريد شوقي وليلى طاهر وعمر الحريري ومريم فخر الدين وهالة فؤاد وعماد رشاد، ومن إخراج عاطف سالم.

## قصة الفيلم
يرفض عصام الزواج من سكرتيرته عزيزة بعد أن حملت منه، ويتزوج من موكلته عنايات، تموت عزيزة أثناء ولادتها الطفلة هدية، توصى جارها العجوز بابنتها وتخبره أن أباها هو محامي كبير ورفضت أن تذكر اسمه، تمر السنوات، وفي حفل بهيج تتم خطبة سلوى ابنة المحامي عصام على طارق الذي لا يشعر تجاهها بأي حب. بل المصالح المشتركة بين الوالدين. بينما يحب طارق الفتاة هدية التي تتورط في علاقتها مع طارق بعد أن يعاهدها على الزواج.

## طاقم التمثيل
- فريد شوقي: (عصام بهجت)
- ليلى طاهر: (عنايات السبكي)
- عمر الحريري: (طلعت - والد طارق)
- مريم فخر الدين: (إحسان هانم - والدة طارق)
- عبد الوارث عسر: (عم عبد الله محمود)
- هالة فؤاد: (هدية عصام بهجت)
- ناهد جبر: (عزيزة درويش عبد السلام)
- شيرين: (سلوى عصام بهجت)
- عماد رشاد: (طارق طلعت)
- ناهد سمير: (الخالة شفيقة)
- نعيمة الصغير: (أم السعد)
- أحمد شوقي: (محامي)
- رشوان مصطفى: (صديق عصام)
- فخري عازر: (صديق عصام)
- نعيم عيسى: (صديق عصام)
- حسين عرابي: (القاضي)
- إبراهيم قدري: (سنباطي أفندى)
- عواطف تكلا: (فايزة)
- إسماعيل عبد المجيد: (الطبيب)
- عزت بدران

## فريق العمل
- إخراج: عاطف سالم
- تأليف: محمد مصطفى سامي
- مدير التصوير: محمود نصر
- مونتاج: رشيدة عبد السلام
- موسيقى تصويرية: جمال سلامة
- إنتاج: أفلام جمال الليثي
- توزيع داخلي: أفلام جمال الليثي
- توزيع خارجي: دولار فيلم